# کیم داتکام
کیم داتکام (به آلمانی: Kim Dotcom) (با نام سابق کیم اشمیتز)، متولد ۲۱ ژانویه ۱۹۷۴، یک کارآفرین اینترنتی متولد آلمان است که اکنون در نیوزیلند و هنگ کنگ زندگی می‌کند. او گرداننده سایت اشتراک فایل مگاآپلود بود که در سال ۲۰۱۲ میلادی به خاطر تسهیل دانلود غیرقانونی به دستور پلیس فدرال آمریکا در نیوزیلند بازداشت شد. سایت مگاآپلود نیز هم‌زمان با دستگیری او در ۱۹ ژانویه ۲۰۱۲ برچیده شد.
اما بعد از مدتی دستگیری او ناقض قوانین محلی شناخته شد و تحقیقاتی روی جاسوسی غیرقانونی از کیم دات کام صورت گرفت.
کیم اشمیتز البته به جز مگاآپلود صاحب سایت‌های اشتراک فایل دیگری هم بود، تخمین زده می‌شود که درآمد او تنها در سال ۲۰۱۰، حدود ۴۲ میلیون دلار بوده باشد. بررسی حساب‌های PayPal نشان می‌دهد که تنها از طریق این سایت ۱۱۰ میلیون دلار از طریق کاربران برای افتتاح حساب‌های premium و دسترسی به فایل‌ها، جابجا شده‌است. برآورد کلی این است که از زمان افتتاح مگاآپلود در سال ۲۰۰۵، این سایت ۱۵۰ میلیون دلار از محل افتتاح حساب کاربری و ۲۵ میلیون دلار از محل آگهی‌ها، درآمد برای صاحبانش داشته‌است. او پیش از اینکه سایت مگاآپلود را تأسیس کند، جرایم رایانه‌ای در زمینه کارت‌های اعتباری و هک داشت، به همین خاطر در سال ۱۹۸۸ به دو سال زندان محکوم شده بود.